# Халиджи
 Тази статия е за паричната единица.  За диалекта вижте Халиджи (език).  
Халиджи (от арабски: ‏خليجي‎ "ḫalīǧī") е предложена обща валута на 4 държави от Персийския залив от 2013.
Пред вестника главният икономист на центъра Насър ас Саиди казва, че DIFC вече е изготвил доклад, в който се предлага през януари 2013 г. да бъде създаден валутен съюз между Саудитска Арабия, Кувейт, Бахрейн, Катар, които влизат в състава на Съвета за сътрудничество на арабските държави от Персийския залив.